# タカタ (企業)
本項で扱うタカタとは、
1. タカタ株式会社（Takata Corporation）は、エアバッグ・シートベルト・チャイルドシートなど、かつて自動車用安全部品を製造していた日本の企業である。2017年6月に負債総額1兆円を超えて製造業としては戦後最大の経営破綻をした[注 1][2]。
2. 上記企業の事業を引き継いだジョイソン・セイフティ・システムズ（英語版）のブランドである。

## 会社概要
タカタ株式会社は、シートベルト・チャイルドシート・エアバッグなどの自動車安全部品を製造していた部品メーカーである。
創業の地である彦根市と、その周辺の長浜市や愛荘町に日本国内の製造拠点がある。

### 製品
エアバッグ
エアバッグの世界市場で2011年3月期に20%を占めていた。2014年時点でエアバッグが同社最大の売上高比率を占める。
シートベルト
シートベルトの世界市場で2011年3月期に約20%を占めていた。
チャイルドシート
チャイルドシートは自動車メーカーの純正品に採用されている。

### 顧客
2011年時点の売上上位4社はホンダ、トヨタ、フォード、日産。

## 歴史
- 1933年 - 高田武三が彦根で高田工場として創業。織物製造を開始。
- 1935年 - 日本軍の群策により、救命索の製造免許を取得。
- 1935年 - 日本陸・海軍の認定工場となり、軍事用パラシュートの製造を開始。
- 1952年 - 武三はパラシュートの研究のために渡米したが、そこで空軍のパイロットの死因として戦死よりも休暇中の運転による事故死の方が多いと知り衝撃を受け、これがシートベルト製造を開始する動機となった。
- 1956年11月 - 自動車用乗員拘束装置、農工業用灌漑ホース等の製造および販売を目的として法人化し、株式会社高田工場を設立する。
- 1960年12月 - 日本初の二点式シートベルトの製造・販売を開始する。
- 1963年10月 - タカタのシートベルトが標準搭載されたホンダ・S500が発売。量産車へのシートベルトの標準搭載は史上初。
- 1969年11月 - 本店を東京へ移転する。
- 1974年 - 高田重一郎が社長に就く。
- 1977年 - 日本初のチャイルドシート「ガーディアン」を発表。このチャイルドシートは高田重一郎の妻・高田暁子が長男・高田重久を幼稚園に送り迎えする際に衝突事故を起こしたことをきっかけに開発されたと言われる。
- 1983年12月 - 社名をタカタ株式会社に変更する。
- 1987年12月 - エアバッグの製造・販売を開始する。ホンダと日本初の国産エアバッグを共同開発して初代ホンダ・レジェンドに搭載する[6]。
- 1988年11月 - 本社を港区の六本木25森ビルへ移転する。
- 2006年11月 - 東京証券取引所に上場する。
- 2007年6月 - 高田重久が社長に就く[7]。
- 2009年7月 - 本社を港区赤坂のTAKATAビルへ移転する。
- 2014年2月 - 本社を港区六本木のアークヒルズサウスタワーへ移転する。
- 2016年12月 - 本社を品川区東品川の東京フロントテラスへ移転する。
- 2017年
  - 6月26日 - 主力商品のエアバッグの欠陥リコールで最終的な負債が1兆円を超える見通しとなり、東京地方裁判所に民事再生法の適用を申請し、国内の製造業で戦後最大の経営破綻となった[8][9]。タカタ本体に欠陥リコールの原因となった硝酸アンモニウムを使ったインフレーターの製造・販売事業を残し、他の事業を中国の寧波均勝電子の100%子会社[10]である米国のキー・セイフティー・システムズに譲渡する[11]。
  - 7月27日 - 上場廃止。
- 2018年
  - 4月11日 - キー・セイフティー・システムズがタカタの事業買収を完了してジョイソン・セイフティ・システムズに改称[12]する。
  - 5月23日 - 東京地方裁判所から民事再生計画の認可決定を受ける[13]。
  - 6月21日 - タカタ株式会社の商号をTKJP株式会社へ変更[14]する。
  - 6月25日 - タカタ九州株式会社の商号をTK9株式会社に、タカタサービス株式会社の商号をTKS株式会社へそれぞれ変更[14]する。
- 2023年 - 春に多久製造所はJSSKからJSSJ合同会社多久製造所へ変更。

## 宣伝・広報活動
スポンサリング
SUPER GTのGT500クラス、TAKATA童夢NSXのメインスポンサーを務めた。
- スーパーアグリF1チーム
- TAKATA童夢NSX

番組提供
- 立花裕人のMORNING FREEWAY - 「タカタ・セイフティ・アベニュー」に番組提供していた。

## 不祥事

### エアバッグとリコール
エアバッグの草創期から製造を進めてきた経緯から、トヨタ自動車、ダイハツ工業(トヨタグループ）本田技研工業、日産自動車など日本の自動車製造各社、フォルクスワーゲン、BMW、メルセデス・ベンツ、フォード・モーター、GM、フェラーリ、テスラ、マクラーレンなど各国の自動車メーカーに納品し、世界シェアは2位であった。1セット数千円の単価ながら、2014年3月期決算で売上高の約4割がエアバッグであった。
（以下より抜粋） タカタのエアバッグインフレータに用いるプロペラント（火薬）は、元来ロケット推進技術に基づくアジ化ナトリウムをベースとしたものであったが吸入毒性があり製造現場の扱いが難しく、1996年にテトラゾールを使用したプロペラントが導入された。コードネームを"3110"とし市場シェアを拡大したが高価であった。デトロイトにある関連会社「オートモーティブシステムラボ」 (ASL) が簡単で安価なプロペラントを用いてエアバッグの小型軽量化に成功した中に "硝酸アンモニウム" があった。 元マーケティング部門の責任者によれば硝酸アンモニウムのコストはテトラゾールの約10分の1だが、硝酸アンモニウムは温度変化に伴い膨張と収縮を繰り返し最終的にパウダー状に分解される特性があり、パウダーはタブレットよりも速く燃焼するため、エアバッグが過度に展開する可能性があった。(以上より抜粋)
2008年頃から、重要部品で膨張ガスを発生させるインフレーター関連の不具合が相次いで判明し、米国とマレーシアでは破裂したインフレーターの金属片により死亡事故も起きている。2008年11月から断続的にリコールが行われ2014年11月時点で対象車の累計は1,700万台に達した。
2015年11月、アメリカ合衆国運輸省の国家道路交通安全局(NHTSA) は、タカタのエアバッグの欠陥を企業の不祥事と位置づけ、同社が適切なリコールや情報開示を実施せずにアメリカ国内で被害を拡大した、として最大2億ドル（約240億円）の民事制裁金を科すと発表した。NHTSAが一社に科す制裁金として過去最高額で過去最大のリコールとなった。タカタと自動車メーカーに2019年末までにエアバッグの修理を完了するように命じた。制裁金に加えてリコール費用、訴訟費用が巨額に膨らむ可能性があり、会社存続の危機と指摘された。
最大顧客のホンダが11月に、タカタの提出データに不適切な報告の形跡があると指摘して今後は開発中の新型車にタカタ製インフレーターを用いないと発表し、マツダや富士重工業（現・SUBARU）など国内自動車大手もタカタが製造したインフレーターを使わないと相次いで表明した。日本経済新聞によると、2016年4月時点でリコール対象となるエアバッグ搭載車は世界で1億台以上で費用は総額1兆円とされる。自動車メーカー連名でのお詫びCMの放映にまで発展した。

### 下請会社への代金不当減額
2017年2月までの約1年間に、下請会社64社に本来支払うべき代金から計約2億5,000万円を不当に減額していたことが明らかになり、公正取引委員会はタカタに再発防止を求める勧告を実施した。